# 168948 Silvestri
168948 Silvestri este un asteroid din centura principală de asteroizi.

## Descriere
168948 Silvestri este un asteroid din centura principală de asteroizi. A fost descoperit pe 23 decembrie 2000 la Apache Point Observatory în cadrul programului Sloan Digital Sky Survey. Asteroidul prezintă o orbită caracterizată de o semiaxă mare de 2,62 ua, o excentricitate de 0,10 și o înclinație de 4,7° în raport cu ecliptica.